# Baraka Bounao
Pour les articles homonymes, voir Baraka.
Baraka Bounao est un village du Sénégal situé en Basse-Casamance, à proximité de la frontière avec la Guinée-Bissau. Il fait partie de la communauté rurale de Boutoupa-Camaracounda, dans l'arrondissement de Niaguis, le département de Ziguinchor et la région de Ziguinchor.
HISTORIQUE
Baraka Bounao est un village Manjaque  fondé par Lantrancou Lopy vers 1800. Le nom Baraka Bounao est une expression Manjaque composée de deux mots : baraka qui signifie « Case » et Bënao qui désigne un arbre fruitier présent dans cette zone du sud du fleuve Casamance. Le village est  au cœur d'une nature luxuriante irriguée par une des ramifications du fleuve Casamance. Après les Manjaques, le village est par la suite peuplé de Mandingues, de Diolas, de Mancagnes, de Balantes etc.
En 1991, Baraka Bënao est abandonné à cause du conflit casamançais. Les habitants continuèrent néanmoins à repartir récolter le riz et à cueillir les fruits. En 1992, le village est définitivement abandonné et sa population  dispersée. La vie des réfugiés fut très difficile malgré l'assistance du Haut Commissariat des Nations unies pour les Réfugiés (HCR).
L'an 2006 marque marque le retour des villageois. Ce fut le début de la reconstruction et la fin du statut de réfugié pour ces hommes, femmes et enfants témoins de toutes les formes de difficultés et d'humiliations .